# 奧代河
奧代河（法語：Odet，法語發音：[ɔdɛ]）是法國的河流，位於該國西部，河道全長62公里，流域面積715平方公里，發源自布列塔尼，最終在贝诺代注入大西洋，河畔城鎮有贝诺代、孔布里特、普洛姆兰、坎佩尔、埃尔盖加贝里克、布列克、朗戈朗、科赖、特雷古雷、勒昂和圣戈阿泽克。

## 外部連結
- http://www.geoportail.fr（页面存档备份，存于）
- The Odet at the Sandre database[]